# 国造

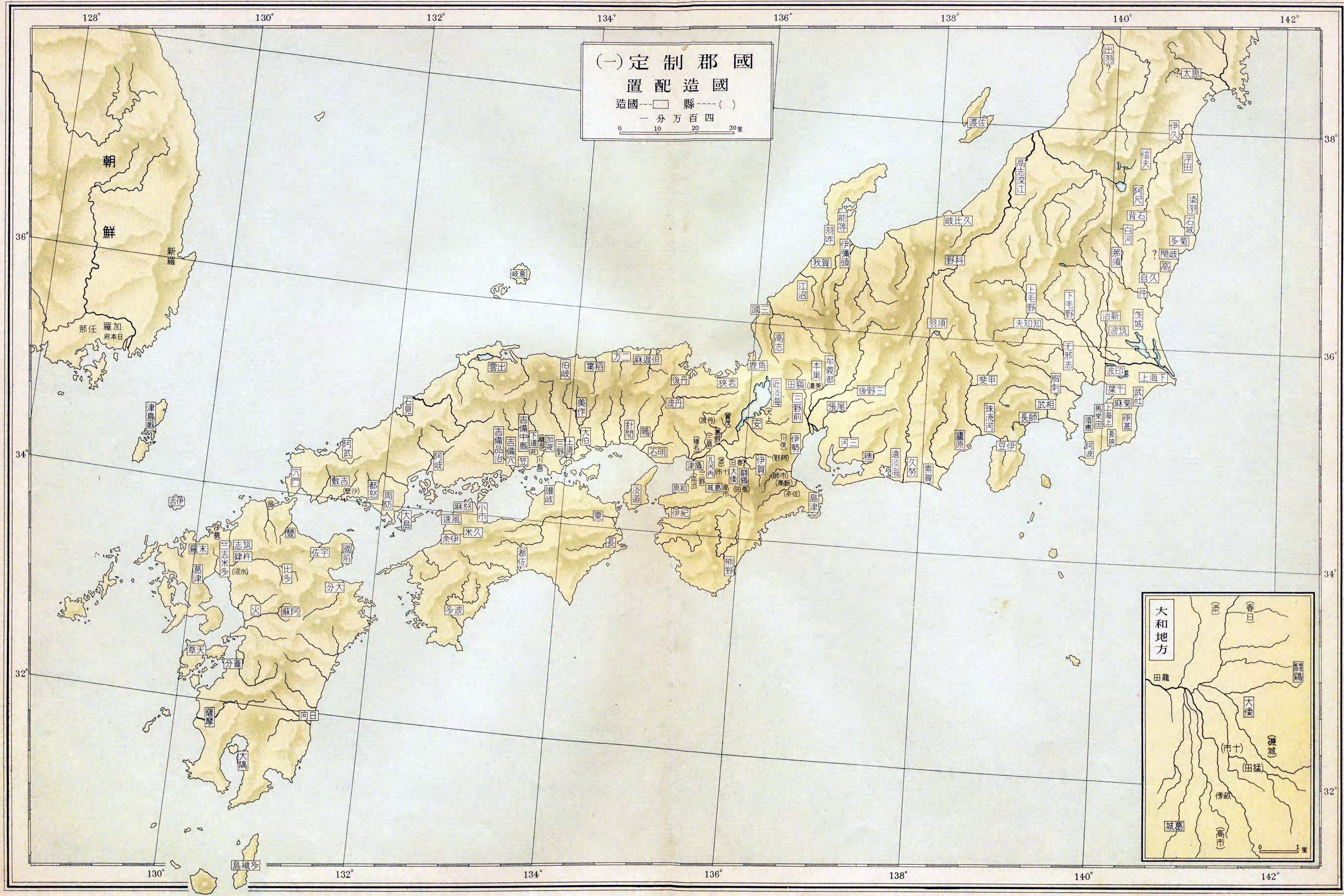
国造配置図

国造（くに の みやつこ、こくぞう、こくそう）は、古代日本の地方行政機構において、旧来からの氏姓制に基づき地方を治める官職の一種。また、その官職に就いた人を指す。ヤマト王権が国の範囲を行政区分として認定し、その長として国造を認定した。
古墳時代より続くその地方を支配する地方豪族が任じられ、旧来と同様に、その国内で軍事権（国造軍）、行政権、裁判権などを担った。しかし、大和朝廷に服し、任じられる立場へ変わった。
大化の改新・律令制開始以降は、支配権を持たず主に祭祀を司る世襲制の名誉職となった（律令国造）。
律令制下では、それまで地方豪族は地方官である郡司層に就き、地方では旧来の氏姓制が律令制を支えた。また一族は武力の保有や馬の飼育を続けた。平安初期には没落が進み、新たな地方有力層に取って代わられた。

## 概要
ヤマト王権の行政区分の1つである国の長を意味し、この国は令制国整備前の行政区分であるため、その範囲ははっきりしない。地域の豪族が支配した領域が国として扱われたと考えられる。有力な豪族が朝廷によって派遣、または朝廷に帰順して国造に任命され、その多くが允恭朝に臣・連・君（公）・直（凡直）などの姓が贈られた。ヤマト王権直轄の県主と異なり、軍事権・裁判権など広い範囲で自治権を認められた。
国造の最初の設置は神武朝の記事に見え、ヤマト王権が勢力を拡大し始めた崇神朝に四道将軍の遠征ルートに沿って本格的な設置が開始された。その後も景行朝の景行天皇による西国遠征と倭建命の東国遠征に合わせて各地に首長が配置され、次代の成務朝に一気に国造の設置がなされた。これら国造の設置の詳細は『国造本紀』に見えるほか、『記紀』にも成務天皇による国県制定の記事が見える。その後も遅れて応神朝に設置されたり、仁徳朝に分割され再配置されたりした国造もある。
国造が大王から与えられた姓は、
1. 畿内及び周辺諸国の直姓国造
2. 吉備や出雲の臣姓国造
3. 山陽道の一部と南海道の凡直（おおしのあたい）姓国造
4. 東海・東山の名代の伴造（とものみやつこ）姓国造
5. 東の毛野（けぬ）、西の筑紫・豊・肥の君姓国造

などさまざまであり、一律に行われた編成ではないことが分かる。
国造はそれぞれの国造の祖神たる神祇の祭祀を司り、部民や屯倉の管理なども行った。国造族の子女を舎人や釆女として朝廷に出仕させており、紀国造や上毛野国造などのように外交に従事したりもした。また、筑紫の国造（筑紫国造）のように北九州を勢力下に入れ、ヤマト王権に反抗する者や、闘鶏国造のように解体された国造も存在する。
国造の下に県（あがた）があり、かなり整備された国県制があったとする見解もある。しかし、律令制以前の地方支配の実態は、国造制の実態や中小豪族との関係など不明な点が多い。
古墳時代を通して長らく存続した国造であったが、6世紀の末期（推古朝）から7世紀中期（孝徳朝）にかけて、各地の国造が評督へと変更されていき、大化の改新の後、大宝令の施行によって評が郡へと置き換わり、国造のなかには郡領を兼任した者もいた。
9世紀成立とされる「国造本紀」（『先代旧事本紀』巻10）には、全国135の国造の設置時期と任命された者らの記録がある。

## 律令国造
大化の改新以降、国造が治めた国は整理・統合、あるいは分割され、令制国に置き換えられたが、律令体制下においても、国造は存続した。これを「律令国造」という。主に祭祀を司る世襲制の名誉職になり、かつての国造の後裔にあたる郡司が兼任した。また国造には国造田などが支給された。その後、8世紀後半以降には国造はなくなっていった。現代の学界では、氏姓制下の国造と律令国造を区別するため、例えば前者なら上総国造（かずさのくにのみやつこ）というところを後者では上総国国造（かずさのくにのくにのみやつこ／かずさのくにこくぞう）と書き分けることが行われる。

### 律令制下に名前の見える国造
- 凡河内忌寸石麻呂（摂津国造、『続日本紀』慶運3年（706年）10月12日条）
- 山背忌寸品遅（山背国造、『続日本紀』慶運3年（706年）10月12日条）
- 出雲臣果安（出雲国国造、『続日本紀』霊亀2年（716年）2月10日条）
- 大倭忌寸五百足（大倭国造、『続日本紀』養老7年（723年）10月23日条）
- 粟凡直弟臣（阿波国造、「阿波国造碑」養老7年（723年））
- 出雲臣広嶋（出雲国造、『続日本紀』神亀元年（724年）正月27日条）
- 紀直摩祖（紀伊国造、『続日本紀』神亀元年（724年）10月16日条）
- 紀直豊嶋（紀伊国造、『続日本紀』天平元年（729年）3月27日条）
- 出雲臣弟山（出雲国造、『続日本紀』天平18年（746年）3月7日条）
- 尾張宿禰小倉（尾張国国造、『続日本紀』天平19年（747年）3月11日条）
- 粟直若子（阿波国造、『大日本古文書』天平勝宝4年（752年）5月5日条）
- 上道朝臣斐太都（吉備国造、『続日本紀』天平宝字元年（757年）閏8月8日条）
- 出雲臣益万（出雲国国造、『続日本紀』天平宝字8年（764年）正月20日条）
- 紀直国栖（紀伊国造、『続日本紀』天平神護元年（765年）10月22日条）
- 上道朝臣正道（備前国国造、『続日本紀』神護景雲元年（767年）9月23日条）
- 武蔵宿禰不破麻呂（武蔵国国造、『続日本紀』神護景雲元年（767年）12月8日条）
- 道嶋宿禰嶋足（陸奥国大国造、『続日本紀』神護景雲元年（767年）12月8日条）
- 道嶋宿禰嶋足（陸奥国国造、『続日本紀』神護景雲元年（767年）12月8日条）
- 漆部直伊波（相模国国造、『続日本紀』神護景雲2年（768年）2月3日条）
- 伊勢朝臣老人（伊勢国国造、『続日本紀』神護景雲2年（768年）6月6日条）
- 壬生宿禰小家主（常陸国国造、『続日本紀』神護景雲2年（768年）6月6日条）
- 美濃直玉虫（美濃国国造、『続日本紀』神護景雲2年（768年）6月6日条）
- 上野佐位朝臣老刀自（上野国国造、『続日本紀』神護景雲2年（768年）6月6日条）
- 大和宿禰長岡（大和国造、『続日本紀』神護景雲3年（769年）10月29日条）
- 因幡国造浄成女（因幡国国造、『続日本紀』宝亀2年（771年）12月14日条）
- 出雲臣国上（出雲国国造、『続日本紀』宝亀4年（773年）9月8日条）
- 丹波直真養（丹後国国造、『続日本紀』延暦2年（783年）3月13日条）
- 粟凡直豊穂（阿波国造、『続日本紀』延暦2年（783年）12月2日条）
- 飛騨国造祖門（飛騨国国造、『続日本紀』延暦2年（783年）12月2日条）
- 出雲臣国成（出雲国国造、『続日本紀』延暦4年（785年）2月18日条）
- 和気朝臣清麻呂（美作備前国国造、『日本後紀』延暦7年（788年）6月7日条）
- 出雲臣人長（出雲国国造、『続日本紀』延暦9年（790年）4月17日条）
- 紀直五百友（紀伊国造、『続日本紀』延暦9年（790年）5月8日条）
- 金刺舎人広名（駿河国国造、『続日本紀』延暦10年（791年）4月18日条）
- 武蔵宿禰弟総（武蔵国国造、『類聚国史』延暦14年（795年）12月8日条）
- 道嶋宿禰御楯（陸奥国大国造、『類聚国史』延暦21年（802年）12月8日条）
- 紀直豊成（紀伊国国造、『日本後紀』延暦23年（804年）10月12日条）
- 出雲臣門起（出雲国造、『日本後紀』延暦24年（805年）9月27日条）
- 出雲臣旅人（出雲国造、『日本後紀』弘仁2年（811年）3月27日条）
- 出雲臣豊持（出雲国国造、『類聚国史』天長3年（826年）3月29日条）
- 壱岐直戈麻呂（壱岐嶋造、『類聚国史』天長3年（829年）正月20日条）
- 紀宿禰高継（紀伊国国造、『続日本後紀』嘉祥2年（849年）閏12月21日条）
- 伴直千福麻呂（安房国国造、『文徳天皇実録』嘉祥3年（850年）6月3日条）

## 一覧

### 諸国造一覧
国造が存在したのは律令制以前であるが、便宜上9世紀以降の令制国の領域で分類した。
| 令制国 | 国造名                                 | 国造名                      | 初代国造 （任命時期）                                | 氏族（括弧内はカバネ）                                                | 支配領域                      | 備考                                                       |
| 令制国 | 表記                                   | 読み                        | 初代国造 （任命時期）                                | 氏族（括弧内はカバネ）                                                | 支配領域                      | 備考                                                       |
| ------ | -------------------------------------- | --------------------------- | ---------------------------------------------------- | --------------------------------------------------------------------- | ----------------------------- | ---------------------------------------------------------- |
| 畿内   |                                        |                             |                                                      |                                                                       |                               |                                                            |
| 大和国 | 倭国造 （大倭国造）                    | やまと                      | 椎根津彦 （神武天皇期）                              | 倭氏（直）                                                            | 大和国中部                    | 大和神社社家                                               |
| 大和国 | 闘鶏国造                               | つげ                        | 武比古命 （成務天皇期）                              | 都祁氏（直）                                                          | 大和国東部                    | 後裔の北氏は都祁水分神社社家                               |
| 大和国 | 葛城国造                               | かつらぎ                    | 剣根命 （神武天皇期）                                | 葛城氏（直）                                                          | 大和国西部                    |                                                            |
| 山城国 | 山城国造                               | やましろ                    | 阿多根命 （神武天皇期）                              | 山背氏（山代氏）（直）                                                | 山城国南部                    | 一族の後裔は廣田神社社家                                   |
| 山城国 | 山背国造                               | やましろ                    | 曾能振命 （成務天皇期）                              | 山背氏（山代氏）（直）                                                | 山城国南部                    | 山城国造の重複                                             |
| 河内国 | 凡河内国造                             | おおしこうち おおしかわち   | 彦己曾保理命 （神武天皇期）                          | 凡河内氏（直）                                                        | 河内国                        | 後裔の渡辺氏は坐摩神社社家                                 |
| 和泉国 | 凡河内国造                             | おおしこうち おおしかわち   | 彦己曾保理命 （神武天皇期）                          | 凡河内氏（直）                                                        | 和泉国                        |                                                            |
| 摂津国 | 凡河内国造                             | おおしこうち おおしかわち   | 彦己曾保理命 （神武天皇期）                          | 凡河内氏（直）                                                        | 摂津国                        | 神戸市には凡河内国造が祀った河内国魂神社がある。           |
| 東海道 |                                        |                             |                                                      |                                                                       |                               |                                                            |
| 伊賀国 | 伊賀国造                               | いが                        | 武伊賀都別命 （成務天皇期）                          | 伊賀氏（君）、阿保氏（君）                                            | 伊賀国                        |                                                            |
| 伊勢国 | 伊勢国造                               | いせ                        | 天日鷲命または天日別命 （神武天皇期）                | 伊勢氏（直）                                                          | 伊勢国                        |                                                            |
| 志摩国 | 島津国造                               | しまづ                      | 出雲笠夜命 （成務天皇期）                            | 島氏（直）                                                            | 志摩国                        |                                                            |
| 尾張国 | 尾張国造                               | おわり                      | 小止與命（小止与命） （成務天皇期）                  | 尾張氏（連） のち千秋氏                                               | 尾張国                        | 熱田神宮大宮司家                                           |
| 三河国 | 参河国造                               | みかわ                      | 知波夜命 （成務天皇期）                              | 三川氏（直）                                                          | 三河国西部                    | 後裔の永見氏は知立神社社家                                 |
| 三河国 | 穂国造                                 | ほ                          | 朝廷別王 （成務天皇朝）または菟上足尼 （雄略天皇期） | 穂氏（君）または磯部氏                                                | 三河国東部                    | 砥鹿神社社家                                               |
| 遠江国 | 遠淡海国造                             | とおつおうみ                | 印岐美命 （成務天皇期）                              | 遠淡海氏（直）か                                                      | 遠江国西部                    |                                                            |
| 遠江国 | 久努国造                               | くの                        | 印幡足尼 （仲哀天皇期）                              | 久努氏（直）                                                          | 遠江国中部                    |                                                            |
| 遠江国 | 素賀国造                               | すが そが                   | 美志印命 （神武天皇期）                              |                                                                       | 遠江国東部                    |                                                            |
| 駿河国 | 廬原国造                               | いおはら                    | 意加部彦命 （成務天皇期）                            | 廬原氏（君）                                                          | 駿河国西部                    |                                                            |
| 駿河国 | 珠流河国造                             | するが                      | 片堅石命 （成務天皇期）                              | 金刺氏（舎人）                                                        | 駿河国東部                    |                                                            |
| 伊豆国 | 伊豆国造                               | いず                        | 若建命 （神功皇后期）                                | 伊豆氏（直） のち日下部氏（直） 改姓後伊豆氏（直）                    | 伊豆国                        | 三島大社社家                                               |
| 甲斐国 | 甲斐国造                               | かい                        | 鹽海足尼 （景行天皇期）                              | 甲斐氏（君） のちに壬生氏（直）か                                     | 甲斐国                        |                                                            |
| 相模国 | 師長国造 （磯長国造）                  | しなが                      | 意富鷲意彌命 （成務天皇期）                          | 丈部氏か                                                              | 相模国西部                    | 一族の宗我部氏は大國魂神社社家                             |
| 相模国 | 相武国造 （武相国造）                  | さがむ                      | 茅武彦命(弟武彦命) （成務天皇期）                    | 壬生氏（直）                                                          | 相模国東部                    |                                                            |
| 武蔵国 | 知々夫国造                             | ちちぶ                      | 知知夫彦命 （崇神天皇期）                            | 大伴部氏（直）か                                                      | 武蔵国北西部                  |                                                            |
| 武蔵国 | 无邪志国造                             | むさし                      | 兄多毛比命 （成務天皇期）                            | 无邪志氏（直）および笠原氏（直） のち丈部氏（直）改姓後武蔵氏（宿禰） | 武蔵国（秩父除く）            | 氷川神社社家                                               |
| 武蔵国 | 胸刺国造                               | むなさし                    | 伊狭知直 （時期記載なし）                            |                                                                       | 武蔵国（秩父除く）            | 一般に无邪志国造と同一                                     |
| 安房国 | 阿波国造                               | あわ                        | 大伴直大瀧 （成務天皇期）                            | 大伴氏（直）                                                          | 安房国西部                    |                                                            |
| 安房国 | 長狭国造                               | ながさ                      | 神八井耳命の子孫 （時期記載なし）                    | 長狭氏（不明） または日下部氏（使主）                                 | 安房国東部                    |                                                            |
| 上総国 | 須恵国造                               | すえ                        | 大布日意彌命 （成務天皇期）                          | 末氏（使主）                                                          | 上総国南部                    |                                                            |
| 上総国 | 馬来田国造                             | うまくた まくた             | 深河意彌命 （成務天皇期）                            |                                                                       | 上総国中西部                  |                                                            |
| 上総国 | 上海上国造                             | かみつうなかみ              | 忍立化多比命 （成務天皇期）                          | 檜前氏（舎人直）                                                      | 上総国中西部                  |                                                            |
| 上総国 | 菊麻国造                               | くくま きくま               | 大鹿国直 （成務天皇期）                              | 来熊田氏（造）か                                                      | 上総国北西部                  |                                                            |
| 上総国 | 伊甚国造                               | いじむ いじみ               | 伊己侶止直 （成務天皇期）                            | 伊甚氏（直）                                                          | 上総国東部                    |                                                            |
| 上総国 | 武社国造                               | むさ                        | 彦忍人命 （成務天皇期）                              | 牟邪氏（臣）                                                          | 上総国北東部                  |                                                            |
| 下総国 | 千葉国造                               | ちは                        | 記載なし                                             | 大私部氏（直）                                                        | 下総国南部                    |                                                            |
| 下総国 | 印波国造                               | いんば                      | 伊都許利命 （応神天皇期）                            | 丈部氏（直）                                                          | 下総国中部                    | 後裔の太田氏は麻賀多神社社家                               |
| 下総国 | 下海上国造                             | しもつうなかみ              | 久都伎直 （応神天皇期）                              | 他田日奉部氏（直）                                                    | 下総国東部                    |                                                            |
| 常陸国 | 筑波国造                               | つくば                      | 阿閉色命 （成務天皇期）                              |                                                                       | 常陸国南部                    |                                                            |
| 常陸国 | 新治国造                               | にいはり                    | 比奈羅布命 （成務天皇期）                            | 新治氏（直）                                                          | 常陸国西部                    |                                                            |
| 常陸国 | 茨城国造                               | いばらき                    | 筑紫刀禰 （応神天皇期）                              | 壬生氏（連）                                                          | 常陸国中部                    |                                                            |
| 常陸国 | 仲国造                                 | なか                        | 建借馬命 （成務天皇期）                              | 壬生氏（直）                                                          | 常陸国東部                    |                                                            |
| 常陸国 | 久自国造                               | くじ                        | 船瀬足尼 （成務天皇期）                              | 大部氏（造）                                                          | 常陸国北中部                  |                                                            |
| 常陸国 | 高国造                                 | たか                        | 彌佐比命 （成務天皇期）                              | 岩城氏（直）                                                          | 常陸国北部                    |                                                            |
| 常陸国 | 道口岐閉国造                           | みちのくちのきへ            | 宇佐比刀禰 （応神天皇期）                            |                                                                       | 常陸国北端                    |                                                            |
| 東山道 |                                        |                             |                                                      |                                                                       |                               |                                                            |
| 近江国 | 淡海国造 （近淡海国造）                | おうみ                      | 大陀牟夜別 （成務天皇期）                            | 近江氏（臣）                                                          | 近江国西部                    |                                                            |
| 近江国 | 安国造 （近淡海安国造） （淡海安国造） | やす                        | （記載なし）                                         | 安氏（直）                                                            | 近江国南東部                  |                                                            |
| 美濃国 | 額田国造                               | ぬかた                      | 大直侶宇命 （成務天皇期）                            | 額田氏（国造）                                                        | 美濃国北西部                  |                                                            |
| 美濃国 | 三野前国造                             | みののさき みののみちのくち | 八瓜命 （開化天皇期）                                | 三野氏（美濃氏）（直）                                                | 美濃国中西部                  |                                                            |
| 美濃国 | 本巣国造                               | もとす                      | 神大根王                                             | 三野氏（美濃氏）（直）                                                | 美濃国中西部                  | 三野前国造の別名とされる                                   |
| 美濃国 | 牟義都国造                             | むげつ                      | 押黒兄日子王                                         | 牟宜都氏（君）                                                        | 美濃国北中部                  |                                                            |
| 美濃国 | 三野後国造                             | みののしり                  | 臣賀夫良命 （成務天皇期）                            | 三野後氏（直）                                                        | 美濃国東部                    |                                                            |
| 飛騨国 | 斐陀国造                               | ひだ                        | 大八埼命 （成務天皇期）                              | 斐陀氏（国造）                                                        | 飛騨国                        |                                                            |
| 信濃国 | 科野国造                               | しなの                      | 武五百建命 （崇神天皇期）                            | 科野氏（君） のち金刺氏・他田氏（舎人）                               | 信濃国全域                    | 諏訪大社下社社家                                           |
| 上野国 | 上毛野国造                             | かみつけの                  | 彦狭島命 （時期記載なし）                            | 上毛野氏（君）                                                        | 上野国                        |                                                            |
| 下野国 | 下毛野国造                             | しもみつけの                | 奈良別 （仁徳天皇期）                                | 下毛野氏（君）                                                        | 下野国（那須除く）            |                                                            |
| 下野国 | 那須国造                               | なす                        | 大臣命 （景行天皇期）                                | 那須氏（直）                                                          | 下野国北部                    | 鎌倉幕府御家人 室町幕府関八州八屋形 江戸幕府交代寄合       |
| 陸奥国 | 白河国造                               | しらかわ                    | 鹽伊乃己自直 （成務天皇期）                          | のち那須氏（直）が郡領                                                | 陸奥国南部 （福島県域南西部） |                                                            |
| 陸奥国 | 石背国造                               | いわせ                      | 建彌依米命 （成務天皇期）                            | 吉弥侯部氏                                                            | 陸奥国南部 （福島県域中西部） | 石背国造神社社家                                           |
| 陸奥国 | 阿尺国造                               | あさか                      | 比止禰命 （成務天皇期）                              | 丈部氏（直）                                                          | 陸奥国南部 （福島県域中西部） | 安積国造神社社家                                           |
| 陸奥国 | 道奥菊多国造                           | みちのおくのきくた          | 屋主乃禰（屋主刀禰） （応神天皇期）                  | 湯坐菊多氏（臣）                                                      | 陸奥国南部 （福島県域南東部） |                                                            |
| 陸奥国 | 石城国造                               | いわき                      | 建許呂命 （成務天皇期）                              | 石城氏（直）                                                          | 陸奥国南部 （福島県域中東部） |                                                            |
| 陸奥国 | 染羽国造                               | しめは しねは               | 足彦命 （成務天皇期）                                |                                                                       | 陸奥国南部 （福島県域中東部） |                                                            |
| 陸奥国 | 信夫国造                               | しのぶ                      | 久麻直 （成務天皇期）                                | 丈部氏                                                                | 陸奥国南部 （福島県域北西部） |                                                            |
| 陸奥国 | 浮田国造                               | うきた                      | 賀我別王 （成務天皇期）                              | 吉弥侯部氏                                                            | 陸奥国南部 （福島県域北東部） |                                                            |
| 陸奥国 | 伊久国造                               | いく                        | 豊島命 （成務天皇期）                                |                                                                       | 陸奥国南部 （宮城県域南東部） |                                                            |
| 陸奥国 | 思国造 （日利か）                      | わたり                      | 志久麻彦 （成務天皇期）                              |                                                                       | 陸奥国南部 （宮城県域南東部） | 「思」は「日利」の誤記で亘理郡とする説がある。             |
| 出羽国 |                                        |                             |                                                      |                                                                       |                               |                                                            |
| 北陸道 |                                        |                             |                                                      |                                                                       |                               |                                                            |
| 若狭国 | 若狭国造                               | わかさ                      | 荒礪命 （允恭天皇期）                                | 稚桜部氏（臣）                                                        | 若狭国                        |                                                            |
| 越前国 | 角鹿国造                               | つぬが                      | 建功狭日命 （成務天皇期）                            | 角鹿氏（直）                                                          | 越前国南西部                  | 氣比神宮社家                                               |
| 越前国 | 三国国造                               | みくに                      | 若長足尼 （成務天皇期）                              |                                                                       | 越前国北東部                  |                                                            |
| 越前国 | 高志国造 （越国造） （古志国造）       | こし                        | 市入命 （成務天皇期）                                | 道氏（君・公）                                                        | 越前国中部 （越前国丹生郡）   | 奴奈川神社の社家榊氏は高志国造裔を称す、越後国が本拠説あり |
| 加賀国 | 江沼国造                               | えぬま                      | 志波勝足尼 （反正天皇期）                            | 江沼氏（臣）                                                          | 加賀国南部                    |                                                            |
| 加賀国 | 加我国造 （賀我国造）                  | かが                        | 大兄彦君 （雄略天皇期）                              |                                                                       | 加賀国中部                    |                                                            |
| 加賀国 | 加宜国造                               | かが                        | 素都乃奈美留命 （仁徳天皇期）                        | 道氏（君・公）                                                        | 加賀国中部                    |                                                            |
| 能登国 | 羽咋国造                               | はくい                      | 石城別王 （雄略天皇期）                              | 羽咋氏（君・公）                                                      | 能登国南部                    |                                                            |
| 能登国 | 能等国造                               | のと                        | 彦狭島命 （成務天皇期）                              | 能登氏（臣）                                                          | 能登国北部                    |                                                            |
| 越中国 | 伊彌頭国造                             | いみづ                      | 大河音足尼 （成務天皇期）                            | 射水氏（臣）                                                          | 越中国                        |                                                            |
| 越後国 | 久比岐国造                             | くびき                      | 御戈命 （崇神天皇期）                                | 頸城氏（直）                                                          | 越後国西部                    |                                                            |
| 越後国 | 高志深江国造                           | こしのふかえ                | 素都乃奈美留命 （崇神天皇期）                        | 高志氏（君・公）                                                      | 越後国北部                    |                                                            |
| 佐渡国 | 佐渡国造                               | さど                        | 大荒木直 （成務天皇期）                              | 不明（直）                                                            | 佐渡国                        |                                                            |
| 山陰道 |                                        |                             |                                                      |                                                                       |                               |                                                            |
| 丹波国 | 丹波国造                               | たんば                      | 大倉岐命 （成務天皇期）                              | 丹波氏（直）                                                          | 丹波国・丹後国                | 籠神社社家は国造族の支流                                   |
| 丹後国 | 丹波国造                               | たんば                      | 大倉岐命 （成務天皇期）                              | 丹波氏（直）                                                          | 丹波国・丹後国                | 籠神社社家は国造族の支流                                   |
| 但馬国 | 但遅麻国造                             | たじま                      | 船穂足尼 （成務天皇期）                              | 但馬氏（君・公）                                                      | 但馬国東部                    |                                                            |
| 但馬国 | 二方国造                               | ふたかた                    | 美尼布命 （成務天皇期）                              | 二方氏（直）                                                          | 但馬国西部                    |                                                            |
| 因幡国 | 稲葉国造                               | いなば                      | 彦多都彦命 （成務天皇期）                            | 因幡氏（稲葉氏）（国造）                                              | 因幡国                        | 後裔の伊福部氏は宇倍神社社家                               |
| 伯耆国 | 伯岐国造 （波伯国造）                  | ほうき                      | 大八木足尼 （成務天皇期）                            | 伯岐氏（伯耆氏）（造）                                                | 伯耆国                        |                                                            |
| 出雲国 | 出雲国造                               | いずも                      | 宇迦都久怒 （崇神天皇期）                            | 出雲氏（臣）                                                          | 出雲国                        | 出雲大社社家                                               |
| 石見国 | 石見国造                               | いわみ                      | 大屋古命 （崇神天皇期）                              |                                                                       | 石見国                        |                                                            |
| 隠岐国 | 意岐国造                               | おき                        | 十挨彦命 （応神天皇期）                              | 億岐氏（不明）                                                        | 隠岐国                        | 玉若酢命神社社家                                           |
| 山陽道 |                                        |                             |                                                      |                                                                       |                               |                                                            |
| 播磨国 | 明石国造                               | あかし                      | 都彌自足尼 （応神天皇期）                            | 海氏（直）                                                            | 播磨国南東部                  |                                                            |
| 播磨国 | 針間国造                               | はりま                      | 伊許自別命 （成務天皇期）                            | 針間氏（直）、佐伯氏（直）                                            | 播磨国北部                    |                                                            |
| 播磨国 | 針間鴨国造                             | はりまのかも                | 市入別命 （成務天皇期）                              | 山氏（直）                                                            | 播磨国東部                    |                                                            |
| 美作国 | 吉備中県国造                           | きびのなかつあがた          | 明石彦 （崇神天皇期）                                | 三使部氏（直）                                                        | 美作国                        |                                                            |
| 備前国 | 大伯国造                               | おおく                      | 佐紀足尼 （応神天皇期）                              |                                                                       | 備前国東部                    |                                                            |
| 備前国 | 上道国造                               | かみつみち                  | 多佐臣 （応神天皇期）                                | 上道氏（臣）                                                          | 備前国中部                    |                                                            |
| 備前国 | 三野国造                               | みの                        | 弟彦命 （応神天皇期）                                | 三野氏（臣）                                                          | 備前国南西部                  |                                                            |
| 備中国 | 笠臣国造                               | かさのおみ かさ             | 笠三枚臣 （応神天皇期）                              | 笠氏（臣）                                                            | 備中国南西部                  |                                                            |
| 備中国 | 加夜国造                               | かや                        | 中彦命 （応神天皇期）                                | 香屋氏（臣）                                                          | 備中国南東部                  | 吉備津神社祢宜家                                           |
| 備中国 | 下道国造                               | しもつみち                  | 兄彦命（稲建別） （応神天皇期）                      | 下道氏（臣）                                                          | 備中国中部                    |                                                            |
| 備後国 | 吉備品治国造 （吉備風治国造）          | きびのほむち                | 大船足尼 （成務天皇期）                              | 吉備品遅部氏（君）                                                    | 備後国南部                    |                                                            |
| 備後国 | 吉備穴国造                             | きびあな                    | 八千足尼 （景行天皇期）                              | 安那氏（公）                                                          | 備後国東部                    |                                                            |
| 安芸国 | 阿岐国造                               | あき                        | 飽速玉命 （成務天皇期）                              | 阿岐氏（安芸氏）（凡直）                                              | 安芸国                        |                                                            |
| 周防国 | 大島国造                               | おおしま                    | 穴倭古命 （成務天皇期）                              |                                                                       | 周防国大島                    | 出雲国造末流、武蔵国造支流                                 |
| 周防国 | 周防国造                               | すおう                      | 加米乃意美 （応神天皇期）                            | 周防氏（凡直）                                                        | 周防国東部                    |                                                            |
| 周防国 | 波久岐国造                             | はくき                      | 豊玉根命 （崇神天皇期）                              |                                                                       | 周防国西部                    |                                                            |
| 周防国 | 都怒国造                               | つぬ                        | 田鳥足尼 （仁徳天皇期）                              | 角氏（臣）                                                            | 周防国中部                    |                                                            |
| 長門国 | 阿武国造                               | あむ                        | 味波波命 （景行天皇期）                              | 阿牟氏（公）                                                          | 長門国東部                    |                                                            |
| 長門国 | 穴門国造                               | あなと                      | 速都鳥命 （景行天皇期）                              | 穴門氏（直）                                                          | 長門国西部                    | 住吉神社社家                                               |
| 南海道 |                                        |                             |                                                      |                                                                       |                               |                                                            |
| 紀伊国 | 熊野国造                               | くまの                      | 大阿斗足尼 （成務天皇期）                            | 熊野氏（直）                                                          | 紀伊国東部                    | 熊野本宮大社社家                                           |
| 紀伊国 | 紀国造 （紀伊国造）                    | き きい                     | 天道根命 （神武天皇期）                              | 紀氏（君・直）                                                        | 紀伊国西部                    | 日前神宮・国懸神宮社家                                     |
| 淡路国 | 淡道国造                               | あわじ                      | 矢口足尼 （成務天皇期）                              | 淡道氏（凡直）または波多門部氏（造）                                  | 淡路国                        |                                                            |
| 阿波国 | 粟国造                                 | あわ                        | 千波足尼 （応神天皇期）                              | 粟氏（凡直）                                                          | 阿波国北部                    |                                                            |
| 阿波国 | 長国造                                 | なが                        | 韓背足尼 （成務天皇期）                              | 長氏（公・直）                                                        | 阿波国南部                    |                                                            |
| 讃岐国 | 讃岐国造                               | さぬき                      | 須賣保禮命 （応神天皇期）                            | 讃岐氏（公・凡直）                                                    | 讃岐国                        | 後裔の十河氏は十河城主                                     |
| 伊予国 | 小市国造                               | おち おいち                 | 子致命 （応神天皇期）                                | 小市氏（直）                                                          | 伊予国東部                    | 後裔の大祝氏は大山祇神社社家                               |
| 伊予国 | 怒麻国造                               | ぬま                        | 若彌尾命 （神功皇后期）                              |                                                                       | 伊予国北部                    |                                                            |
| 伊予国 | 風速国造                               | かぜはや                    | 阿佐利 （応神天皇期）                                | 風早氏（直）                                                          | 伊予国中部                    |                                                            |
| 伊予国 | 久味国造                               | くみ                        | 伊與主命 （応神天皇期）                              | 久米氏（直）                                                          | 伊予国中部                    |                                                            |
| 伊予国 | 伊余国造                               | いよ                        | 速後上命 （成務天皇期）                              | 伊余氏（伊予氏）（凡直）                                              | 伊予国南部                    |                                                            |
| 土佐国 | 都佐国造                               | とさ                        | 小立足尼 （成務天皇期）                              | 都佐氏（公・凡直）                                                    | 土佐国中部                    |                                                            |
| 土佐国 | 波多国造                               | はた                        | 天韓襲命 （崇神天皇期）                              | 波多氏（君）                                                          | 土佐国西部                    |                                                            |
| 西海道 |                                        |                             |                                                      |                                                                       |                               |                                                            |
| 筑前国 | 筑紫国造                               | つくし                      | 田道命 （成務天皇期）                                | 筑紫氏（君・公）                                                      | 筑前国・筑後国                |                                                            |
| 筑後国 | 筑紫国造                               | つくし                      | 田道命 （成務天皇期）                                | 筑紫氏（君・公）                                                      | 筑前国・筑後国                |                                                            |
| 豊前国 | 豊国造                                 | とよ                        | 宇那足尼 （成務天皇期）                              | 豊氏（直）                                                            | 豊前国北部                    |                                                            |
| 豊前国 | 宇佐国造                               | うさ                        | 宇佐都彦命 （神武天皇期）                            | 宇佐氏（公）                                                          | 豊前国東部                    | 宇佐神宮社家                                               |
| 豊後国 | 国前国造                               | くにさき                    | 午佐自命 （成務天皇期）                              | 国前氏（臣）                                                          | 豊後国北部                    |                                                            |
| 豊後国 | 大分国造                               | おおいた おおきだ           | 建弥阿久良命 （垂仁天皇期）                          | 大分氏（君）                                                          | 豊後国東部                    |                                                            |
| 豊後国 | 比多国造                               | ひた                        | 止波足尼 （成務天皇期）                              |                                                                       | 豊後国西部                    |                                                            |
| 肥前国 | 筑志米多国造                           | つくしのめた                | 都紀女加 （成務天皇期）                              | 筑紫米多氏（君）                                                      | 肥前国東部                    |                                                            |
| 肥前国 | 松津国造                               |                             | 金弓連 （仁徳天皇期）                                |                                                                       | 肥前国東部か                  |                                                            |
| 肥前国 | 末羅国造                               | まつら                      | 矢田稲吉 （成務天皇期）                              | 松浦氏（直）                                                          | 肥前国北部                    |                                                            |
| 肥前国 | 葛津国造 （葛津立国造）                | ふじつ （ふじつたち）       | 若彦命 （成務天皇期）                                |                                                                       | 肥前国西部                    |                                                            |
| 肥後国 | 阿蘇国造                               | あそ                        | 速瓶玉命 （崇神天皇期）                              | 阿蘇氏（君）                                                          | 肥後国北東部                  | 一族の宇治氏は阿蘇神社社家                                 |
| 肥後国 | 火国造                                 | ひ                          | 建緒組命 （崇神天皇期）                              | 肥氏（君）                                                            | 肥後国中部                    |                                                            |
| 肥後国 | 葦北国造                               | あしきた                    | 三井根子命 （景行天皇期）                            | 葦北氏（君）（刑部靫部）                                              | 肥後国南部                    |                                                            |
| 肥後国 | 天草国造                               | あまくさ                    | 建島松命 （成務天皇期）                              |                                                                       | 肥後国天草                    |                                                            |
| 日向国 | 日向国造                               | ひゅうが                    | 老男命 （応神天皇期）                                | 諸県氏（君）                                                          | 日向国                        |                                                            |
| 大隅国 | 大隅国造                               | おおすみ                    | 伏布 （仁徳天皇期）                                  | 大住氏（直）                                                          | 大隅国（種子島除く）          |                                                            |
| 大隅国 | 多褹島造                               | たね                        | （記載なし）                                         |                                                                       | 大隅国（種子島）              |                                                            |
| 薩摩国 | 薩摩国造                               | さつま                      | 伊具足尼命 （仁徳天皇期）                            | 薩摩氏（君）                                                          | 薩摩国                        |                                                            |
| 壱岐国 | 壱岐国造 （伊吉島造）                  | いき                        | 上毛布直 （継体天皇期）                              | 壱岐氏（直・島造）                                                    | 壱岐国                        |                                                            |
| 対馬国 | 上県国造                               |                             | 建彌己己命 （神武天皇期）                            | 津島県氏（直）                                                        | 対馬島                        |                                                            |
| 対馬国 | 下県国造                               |                             | （記載なし）                                         | 対馬下県氏（直）                                                      | 対馬島                        |                                                            |

### 大化後に設置された国造
| 令制国 | 国造名       | 国造名   | 初代国造 （任命時期）       | 氏族（括弧内はカバネ） | 支配領域 | 備考                                 |
| 令制国 | 表記         | 読み     | 初代国造 （任命時期）       | 氏族（括弧内はカバネ） | 支配領域 | 備考                                 |
| ------ | ------------ | -------- | --------------------------- | ---------------------- | -------- | ------------------------------------ |
| 畿内   |              |          |                             |                        |          |                                      |
| 和泉国 | 和泉国造     | いずみ   | （霊亀元年）                | 不明                   | 和泉国   | 河内国より分置した茅野監を国に改称。 |
| 摂津国 | 摂津国造     | せっつ   | （桓武朝？）                | 凡河内氏（忌寸）       | 摂津国   |                                      |
| 東山道 |              |          |                             |                        |          |                                      |
| 陸奥国 | 陸奥国大国造 | みちのく | 道嶋嶋足 （神護景雲元年？） | 道嶋氏（宿禰）         | 陸奥国   | 陸奥諸国造を統合して設置。           |
| 出羽国 | 出羽国造     | でわ     | （和銅五年）                | 不明                   | 出羽国   | 陸奥国、越後国の二国に割いて設置。   |
| 山陰道 |              |          |                             |                        |          |                                      |
| 美作国 | 美作国造     | みまさか | （和銅六年）                | 不明                   | 美作国   | 備前国を割いて設置。                 |

### 不存在の国造一覧
以下の国造は神社の伝承や『諏訪史料』28巻中の『諏訪下社大祝武居祝系圖略』、偽書である『先代旧事本紀大成経』や『阿蘇家略系図』、『修補諏訪氏系図.正編』、『諸系譜』などに見えるものの、いずれも信憑性が低く、その他史料での他見がないことから実際には存在しなかったと見られる国造である。
| 令制国 | 国造名                      | 国造名 | 初代国造 （任命時期）           | 氏族（括弧内はカバネ） | 支配領域     | 備考 |
| 令制国 | 表記                        | 読み   | 初代国造 （任命時期）           | 氏族（括弧内はカバネ） | 支配領域     | 備考 |
| ------ | --------------------------- | ------ | ------------------------------- | ---------------------- | ------------ | --- |
| 東海道 |                             |        |                                 |                        |              | |
| 尾張国 | 嶋田国造 （尾張国嶋田国造） | しまだ | 仲臣子上 （設置時期の記載なし） | 嶋田氏？（臣）         | 尾張国南部   | 多氏の嶋田臣か。仲臣子上は丹羽県主の祖。 |
| 下総国 | 布佐国造                    | ふさ   | 天之富命 （神武天皇期）         | 忌部氏（首）           | 下総国西部   | 竹内神社社伝による。 |
| 東山道 |                             |        |                                 |                        |              | |
| 信濃国 | 伊奈国造                    | いな   | 速後上命 （設置時期の記載なし） | 不明                   | 信濃国南部   | ただし科野国には科野国造設置の記載が他書に見える。速後上命は伊豫国造の祖。 |
| 信濃国 | 洲羽国造                    | すわ   | 建大臣命 神功皇后               | 不明                   | 信濃国中部   | 『先代旧事本紀』国造本紀における諏訪への国造設置記事は那須国造の誤記であり、設置時期や始祖の建大臣命、設置の経緯などの具体的な情報は偽書である『先代旧事本紀大成経』や『阿蘇家略系図』、『修補諏訪氏系図.正編』、『諸系譜』などに由来するため、架空の国造であることが確実視されている。 |
| 信濃国 | 木蘇国造                    | きそ   | 弟武彦命 （設置時期の記載なし） | 不明                   | 信濃国南部   | 木蘇国造について記されているのは、偽書である『先代旧事本紀大成経』や『阿蘇家略系図』、『修補諏訪氏系図.正編』、『諸系譜』などのみであるため、架空の国造であることが確実視されている。                                                                                                   |
| 山陽道 |                             |        |                                 |                        |              | |
| 安芸国 | 沼田国造                    | ぬた   | 飽速玉命                        | 筑紫氏                 | 安芸国東部   | 沼田神社社家が沼田国造家と称している。飽速玉命は阿岐国造の祖。 |
| 山陰道 |                             |        |                                 |                        |              | |
| 出雲国 | 須佐国造                    | すさ   | 盆成 （成務天皇朝）             | 須佐氏                 | 出雲国南西部 | 須佐神社社家が須佐国造家と称している。 |

## 大化以後も存続した国造

### 主な新国造
- 出雲国国造
出雲大社の最高神職として、現人神のように信仰を集めた。南北朝時代に千家・北島に分裂したが、現在も出雲大社社家として存続。
- 紀伊国国造
日前神宮・国懸神宮社家。平安時代前期と江戸時代中期に後嗣を欠いたが、女系相続により家を維持した。現在は藤原姓。

#### 武家として系譜を伝えた国造家
- 那須国造　藤原長家流を称しているが、国造家と姻戚関係を重ね後の那須氏となったという説がある。

#### 社家として系譜を伝えた国造家
- 阿尺国造（安積国造）
福島県郡山市・安積（あさか）国造神社社家の安藤家。安積国造家の末裔として安積姓を名乗る。
- 石背国造
- 无邪志国造
- 伊豆国造
- 尾張国造
熱田神宮の大宮司家
- 杵築国造
- 熊野国造　
熊野大社の社家
- 科野国造　
諏訪大社下社の大祝の金刺氏。後に諏訪氏との抗争に敗れて滅ぼされ、傍系の武居氏が務める。
- 斐陀国造
- 角鹿国造
- 穂国造
砥鹿神社の社家
- 但島国造
- 丹波国造
京都府宮津市・籠神社社家の海部家。現宮司は第82代丹波国造を称する。海部氏系図は国宝になっている。
- 凡河内国造
- 賀陽国造
- 三野国造
- 億岐国造
- 宇佐国造
宇佐神宮の社家
- 阿蘇国造
宇治氏のち改め阿蘇氏。戦国時代には阿蘇合戦で戦国大名としては滅亡したが、加藤清正により阿蘇惟種の遺児である惟善が大宮司として復帰した。現在に至るまで大宮司家として存続している。
- 日向国造
- 因幡国造
宇倍神社の神主であり因幡国造を称した伊福部氏は、実際には国造の因幡氏（因幡国造氏）から分かれた支流である。